# Antonio Sánchez
Antonio Sánchez, född 1 november 1971, är en jazztrummis.
Sánchez är från början från Mexico City men flyttade till Boston, Massachusetts för att studera vid Berklee College of Music år 1993. Efter sin examen började han att framträda med artister som Pat Metheny, Michael Brecker, Paquito D'Rivera, John Patitucci, Danilo Pérez, David Sánchez, Chris Potter, Avishai Cohen och andra. Nu anses han vara en av de mest dominerande och ansedda trummisarna i sin generation.
2014 komponerade han musiken till filmen Birdman. För detta nominerades Sánchez till en Golden Globe Award för bästa musik och en BAFTA Award för bästa musik.